# 利巴尼

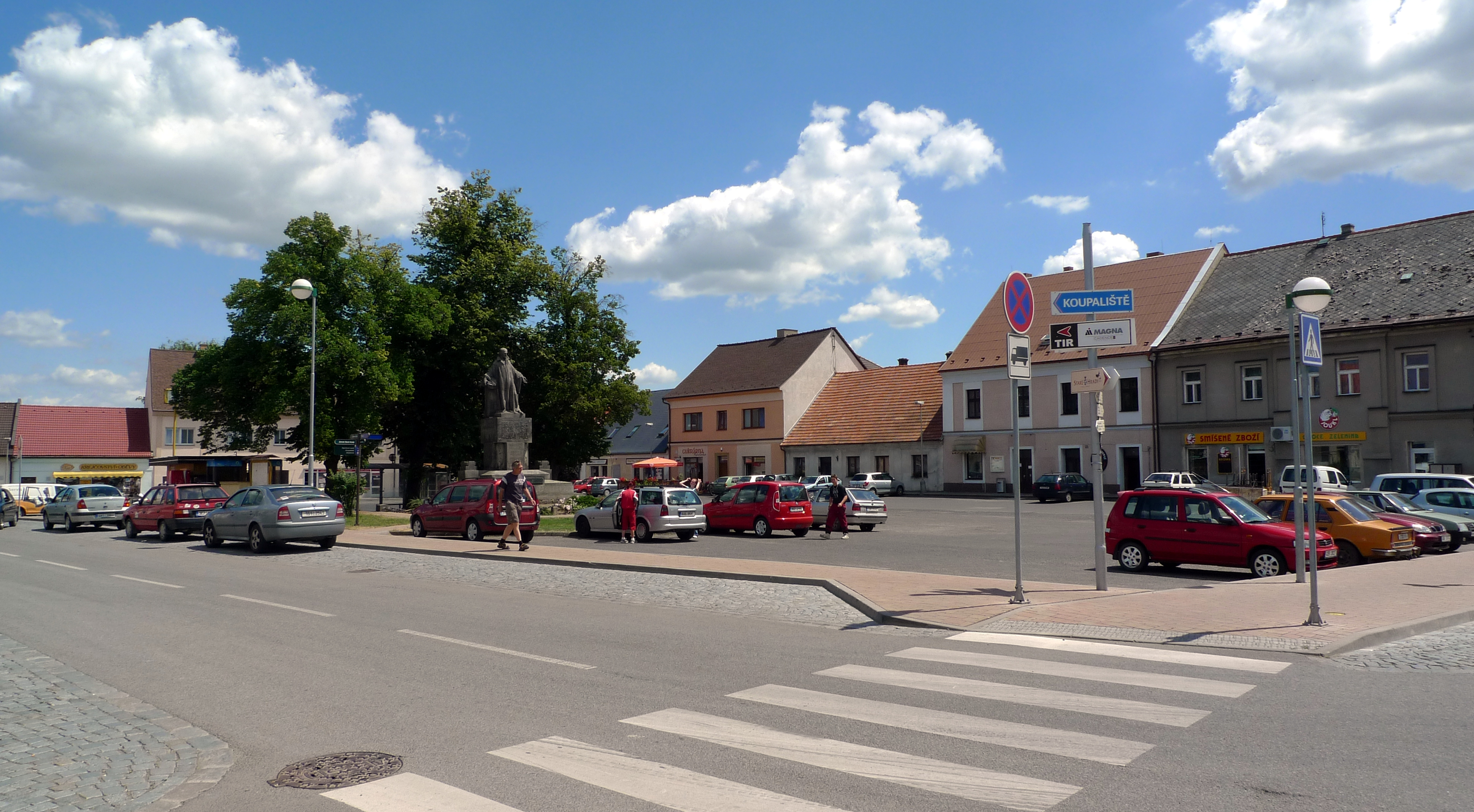

利巴尼是捷克的城鎮，位於該國北部，距離伊欽15公里，由赫拉德茨-克拉洛韋州負責管轄，面積19.67平方公里，海拔高度238米，主要經濟活動是工業，2006年人口有1,679。

## 外部連結
- Municipal website（页面存档备份，存于）